# Baiba Caune
Baiba Caune (Parròquia de Stāmeriena, 12 d'agost de 1945 - 7 de febrer de 2014) va ser una ciclista soviètica d'origen letó. Va guanyar nombrosos curses i el seu major èxit foren les dues medalles de plata als Campionats del món en ruta.
El 2003 va rebre l'Orde de les Tres Estrelles.